# 小林真吾
小林 真吾（こばやし しんご）はVFXクリエイター。スタジオガラパゴス、ツークン研究所を出身。

## 参加作品

### テレビアニメ
- モジャ公 - エンディングCG
- 学級王ヤマザキ - CG
- ゾイド -ZOIDS- - デジタルディレクター
- ゾイド新世紀スラッシュゼロ - デジタルディレクター
- 陸上防衛隊まおちゃん - CGスーパーバイザー
- 宇宙のステルヴィア - CGプロデューサー

### テレビドラマ
- 忍風戦隊ハリケンジャー - モニターグラフィックス
- Sh15uya - VFX
- 特命戦隊ゴーバスターズ - モニターグラフィック（遠藤眞一郎と共同）
- 非公認戦隊アキバレンジャー - VFXディレクター
- 仮面ライダー鎧武/ガイム - モニターグラフィック

### 映画
- 仮面ライダー THE FIRST - VFXスーパーバイザー
- 劇場版 仮面ライダーカブト GOD SPEED LOVE - ディレクション
- 仮面ライダー THE NEXT - VFXスーパーバイザー
- 劇場版 仮面ライダーオーズ WONDERFUL 将軍と21のコアメダル - 3D技術コーディネーター
- 仮面ライダーW FOREVER AtoZ/運命のガイアメモリ - 3D技術コーディネーター
- 海賊戦隊ゴーカイジャー THE MOVIE 空飛ぶ幽霊船 - 3D技術コーディネーター
- 天装戦隊ゴセイジャー エピックON THEムービー - 3D技術コーディネーター
- 侍戦隊シンケンジャー 銀幕版 天下分け目の戦 - 3D技術コーディネーター
- 仮面ライダー×スーパー戦隊 スーパーヒーロー大戦 - モニターグラフィック（遠藤眞一郎と共同）
- 特命戦隊ゴーバスターズ THE MOVIE 東京エネタワーを守れ! - モニターグラフィック（遠藤眞一郎と共同）
- 特命戦隊ゴーバスターズVS海賊戦隊ゴーカイジャー THE MOVIE - モニターグラフィック（遠藤眞一郎と共同）
- 仮面ライダー×スーパー戦隊×宇宙刑事 スーパーヒーロー大戦Z - モニターグラフィック（遠藤眞一郎と共同）
- リアル鬼ごっこ3（2012年、VFX）
- リアル鬼ごっこ4（2012年、VFX）
- リアル鬼ごっこ5（2012年、VFX）
- 忍たま乱太郎 夏休み宿題大作戦!の段（2013年、VFXディレクター）
- 脳漿炸裂ガール（2015年、VFX）
- 銀魂（2017年、VFXスーパーバイザー）
- 斉木楠雄のΨ難（2017年、VFXディレクター）
- HE-LOW（2018年、VFX）

### OV
- 帰ってきた特命戦隊ゴーバスターズVS動物戦隊ゴーバスターズ - モニターグラフィック

## 出演
- 仮面ライダー THE NEXT（ガラパゴス小林名義）